# Olympische Sommerspiele 1968/Ringen
Bei den XIX. Olympischen Sommerspielen 1968 in Mexiko-Stadt fanden 16 Wettbewerbe im Ringen statt, je acht im Freistil und im griechisch-römischen Stil. Austragungsort war die Pista de Hielo Insurgentes.

## Bilanz

### Medaillenspiegel
| Platz | Land               | Gold | Silber | Bronze | Gesamt |
| ----- | ------------------ | ---- | ------ | ------ | ------ |
| 1     | Japan              | 4    | 1      | –      | 5      |
| 2     | Sowjetunion        | 3    | 5      | 1      | 9      |
| 3     | Bulgarien          | 2    | 3      | 1      | 6      |
| 4     | Ungarn             | 2    | –      | 2      | 4      |
| 5     | DDR                | 2    | –      | –      | 2      |
| 6     | Türkei             | 2    | –      | –      | 2      |
| 7     | Iran               | 1    | –      | 2      | 3      |
| 8     | Frankreich         | –    | 2      | –      | 2      |
| 8     | Vereinigte Staaten | –    | 2      | –      | 2      |
| 10    | Mongolei           | –    | 1      | 3      | 4      |
| 11    | Rumänien           | –    | 1      | 2      | 3      |
| 12    | Jugoslawien        | –    | 1      | 1      | 2      |
| 13    | Tschechoslowakei   | –    | –      | 2      | 2      |
| 14    | BR Deutschland     | –    | –      | 1      | 1      |
| 14    | Griechenland       | –    | –      | 1      | 1      |

### Medaillengewinner
| Konkurrenz        | Gold             | Silber                   | Bronze                         |
| ----------------- | ---------------- | ------------------------ | ------------------------------ |
| Fliegengewicht    | Shigeo Nakata    | Richard Sanders          | Tschimedbadsaryn Damdinscharaw |
| Bantamgewicht     | Yōjirō Uetake    | Donald Behm              | Aboutaleb Talebi               |
| Federgewicht      | Masaaki Kaneko   | Enju Todorow             | Shamseddin Seyed Abbasi        |
| Leichtgewicht     | Abdollah Movahed | Enjo Waltschew           | Dandsandardschaagiin Sereeter  |
| Weltergewicht     | Mahmut Atalay    | Daniel Robin             | Tömöriin Artag                 |
| Mittelgewicht     | Boris Gurewitsch | Dschigdschidiin Mönchbat | Prodan Gardschew               |
| Halbschwergewicht | Ahmet Ayık       | Schota Lomidse           | József Csatári                 |
| Schwergewicht     | Alexander Medwed | Osman Duraliew           | Wilfried Dietrich              |

| Konkurrenz        | Gold            | Silber              | Bronze               |
| ----------------- | --------------- | ------------------- | -------------------- |
| Fliegengewicht    | Petar Kirow     | Wladimir Bakulin    | Miroslav Zeman       |
| Bantamgewicht     | János Varga     | Ion Baciu           | Iwan Kotschergin     |
| Federgewicht      | Roman Rurua     | Hideo Fujimoto      | Simion Popescu       |
| Leichtgewicht     | Muneji Munemura | Stevan Horvat       | Petros Galaktopoulos |
| Weltergewicht     | Rudolf Vesper   | Daniel Robin        | Károly Bajkó         |
| Mittelgewicht     | Lothar Metz     | Walentin Olenik     | Branislav Simić      |
| Halbschwergewicht | Bojan Radew     | Nikolai Jakowenko   | Nicolae Martinescu   |
| Schwergewicht     | István Kozma    | Anatoli Roschtschin | Petr Kment           |

## Ergebnisse Freistil

### Fliegengewicht (bis 52 kg)
| Platz | Land | Sportler                       |
| ----- | ---- | ------------------------------ |
| 1     | JPN  | Shigeo Nakata                  |
| 2     | USA  | Richard Sanders                |
| 3     | MGL  | Tschimedbadsaryn Damdinscharaw |
| 4     | URS  | Nasar Albarjan                 |
| 5     | ITA  | Vincenzo Grassi                |
| 6     | IND  | Sudesh Kumar                   |
| 7     | IRN  | Mohammad Ghorbani              |
| 7     | FRG  | Paul Neff                      |

Datum: 17. bis 20. Oktober 1968 

23 Teilnehmer aus 23 Ländern

### Bantamgewicht (bis 57 kg)
| Platz | Land | Sportler            |
| ----- | ---- | ------------------- |
| 1     | JPN  | Yōjirō Uetake       |
| 2     | USA  | Donald Behm         |
| 3     | IRN  | Aboutaleb Talebi    |
| 4     | URS  | Ali Alijew          |
| 5     | BUL  | Iwan Schawow        |
| 6     | POL  | Zbigniew Żedzicki   |
| 7     | IND  | Bishambar Singh     |
| 8     | TUR  | Hasan Sevinç        |
| 8     | MGL  | Badsaryn Süchbaatar |
|       |      |                     |
| 15    | GDR  | Horst Mayer         |

Datum: 17. bis 20. Oktober 1968 

21 Teilnehmer aus 21 Ländern

### Federgewicht (bis 63 kg)

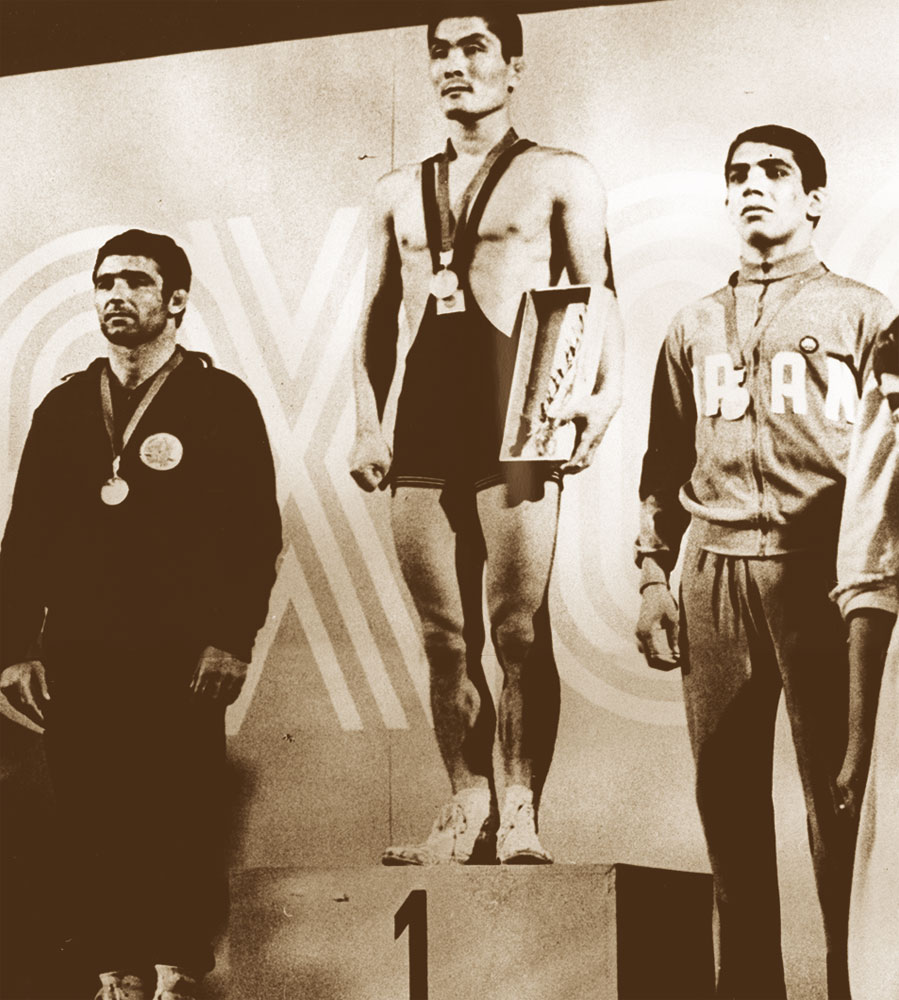
Siegerehrung, v. l. n. r.: Todorow, Kaneko, Abbasi

| Platz | Land | Sportler                |
| ----- | ---- | ----------------------- |
| 1     | JPN  | Masaaki Kaneko          |
| 2     | BUL  | Enju Todorow            |
| 3     | IRN  | Shamseddin Seyed Abbasi |
| 4     | GRE  | Nikolaos Karypidis      |
| 5     | ROM  | Petre Coman             |
| 6     | URS  | Jelkan Tedejew          |
| 7     | TUR  | Vehbi Akdağ             |
| 7     | IRQ  | Ismail Al-Karaghouli    |
| 7     | KOR  | Choi Jeong-hyeok        |
| 7     | HUN  | József Rusznyák         |
|       |      |                         |
| 15    | GDR  | Hans-Jürgen Luczak      |

Datum: 17. bis 20. Oktober 1968 

23 Teilnehmer aus 23 Ländern

### Leichtgewicht (bis 70 kg)
| Platz | Land | Sportler                      |
| ----- | ---- | ----------------------------- |
| 1     | IRN  | Abdollah Movahed              |
| 2     | BUL  | Enjo Waltschew                |
| 3     | MGL  | Dandsandardschaagiin Sereeter |
| 4     | USA  | Wayne Wells                   |
| 5     | URS  | Sarbeg Beriaschwili           |
| 6     | IND  | Udey Chand                    |
| 7     | JPN  | Iwao Horiuchi                 |
| 7     | FRG  | Klaus Rost                    |

Datum: 17. bis 20. Oktober 1968 

26 Teilnehmer aus 26 Ländern

### Weltergewicht (bis 78 kg)
| Platz | Land | Sportler            |
| ----- | ---- | ------------------- |
| 1     | TUR  | Mahmut Atalay       |
| 2     | FRA  | Daniel Robin        |
| 3     | MGL  | Tömöriin Artag      |
| 4     | IRN  | Ali-Mohammad Momeni |
| 5     | JPN  | Tatsuo Sasaki       |
| 6     | URS  | Juri Schachmuradow  |
| 7     | USA  | Steve Combs         |
| 7     | BUL  | Angel Sotirow       |
| 9     | GDR  | Martin Heinze       |
|       |      |                     |
| 13    | SUI  | Jimmy Martinetti    |

Datum: 17. bis 20. Oktober 1968 

19 Teilnehmer aus 19 Ländern

### Mittelgewicht (bis 87 kg)
| Platz | Land | Sportler                 |
| ----- | ---- | ------------------------ |
| 1     | URS  | Boris Gurewitsch         |
| 2     | MGL  | Dschigdschidiin Mönchbat |
| 3     | BUL  | Prodan Gardschew         |
| 4     | USA  | Tom Peckham              |
| 5     | TUR  | Hüseyin Gürsoy           |
| 6     | GDR  | Peter Döring             |
| 7     | JPN  | Shigeru Endo             |
| 7     | GBR  | Ronald Grinstead         |
| 7     | CUB  | Lupe Lara                |
| 10    | SUI  | Jean-Marie Chardonnens   |
|       |      |                          |
| 13    | FRG  | Ernst Knoll              |

Datum: 17. bis 20. Oktober 1968 

22 Teilnehmer aus 22 Ländern

### Halbschwergewicht (bis 97 kg)
| Platz | Land | Sportler               |
| ----- | ---- | ---------------------- |
| 1     | TUR  | Ahmet Ayık             |
| 2     | URS  | Schota Lomidse         |
| 3     | HUN  | József Csatári         |
| 4     | BUL  | Said Mustafow          |
| 5     | MGL  | Chorloogiin Bajanmönch |
| 6     | POL  | yszard Długosz         |
| 6     | USA  | Jess Lewis             |
| 8     | GDR  | Gerd Bachmann          |
| 8     | SUI  | Peter Jutzeler         |
|       |      |                        |
| 14    | FRG  | Heinz Kiehl            |

Datum: 17. bis 20. Oktober 1968 

16 Teilnehmer aus 16 Ländern

### Schwergewicht (über 97 kg)
| Platz | Land | Sportler                      |
| ----- | ---- | ----------------------------- |
| 1     | URS  | Alexander Medwed              |
| 2     | BUL  | Osman Duraliew                |
| 3     | FRG  | Wilfried Dietrich             |
| 4     | ROM  | Ștefan Stîngu                 |
| 5     | USA  | Larry Kristoff                |
| 6     | IRN  | Abolfazl Anvari               |
| 6     | MGL  | Öldsiisaichany Erdene-Otschir |
| 8     | FRA  | Raymond Uytterhaeghe          |

Datum: 17. bis 20. Oktober 1968 

14 Teilnehmer aus 14 Ländern

## Ergebnisse griechisch-römischer Stil

### Fliegengewicht (bis 52 kg)
| Platz | Land | Sportler         |
| ----- | ---- | ---------------- |
| 1     | BUL  | Petar Kirow      |
| 2     | URS  | Wladimir Bakulin |
| 3     | TCH  | Miroslav Zeman   |
| 4     | HUN  | Imre Alker       |
| 5     | FRG  | Rolf Lacour      |
| 6     | TUR  | Metin Çıkmaz     |
| 7     | FIN  | Jussi Vesterinen |
| 7     | MEX  | Enrique Jiménez  |
| 7     | KOR  | Sin Sang-sik     |

Datum: 23. bis 26. Oktober 1968 

24 Teilnehmer aus 24 Ländern

### Bantamgewicht (bis 57 kg)
| Platz | Land | Sportler         |
| ----- | ---- | ---------------- |
| 1     | HUN  | János Varga      |
| 2     | ROM  | Ion Baciu        |
| 3     | URS  | Iwan Kotschergin |
| 4     | GRE  | Othon Moskhidis  |
| 5     | JPN  | Kōji Sakurama    |
| 6     | VAR  | Ibrahim El-Sayed |
| 6     | TUR  | Kaya Özcan       |
| 8     | KOR  | An Cheon-yeong   |
|       |      |                  |
| 12    | FRG  | Fritz Stange     |
| 18    | GDR  | Hartmut Puls     |

Datum: 23. bis 26. Oktober 1968 

24 Teilnehmer aus 24 Ländern

### Federgewicht (bis 63 kg)
| Platz | Land | Sportler            |
| ----- | ---- | ------------------- |
| 1     | URS  | Roman Rurua         |
| 2     | JPN  | Hideo Fujimoto      |
| 3     | ROM  | Simion Popescu      |
| 4     | BUL  | Dimitar Galintschew |
| 5     | TUR  | Metin Alakoç        |
| 6     | FIN  | Martti Laakso       |
| 7     | USA  | Jim Hazewinkel      |
| 7     | GDR  | Lothar Schneider    |

Datum: 23. bis 26. Oktober 1968 

24 Teilnehmer aus 24 Ländern

### Leichtgewicht (bis 70 kg)
| Platz | Land | Sportler             |
| ----- | ---- | -------------------- |
| 1     | JPN  | Muneji Munemura      |
| 2     | YUG  | Stevan Horvat        |
| 3     | GRE  | Petros Galaktopoulos |
| 4     | FRG  | Klaus Rost           |
| 5     | FIN  | Eero Tapio           |
| 6     | USA  | Werner Holzer        |
| 6     | URS  | Gennadi Sapunow      |
| 8     | GDR  | Klaus Pohl           |

Datum: 23. bis 26. Oktober 1968 

27 Teilnehmer aus 27 Ländern

### Weltergewicht (bis 78 kg)
| Platz | Land | Sportler         |
| ----- | ---- | ---------------- |
| 1     | GDR  | Rudolf Vesper    |
| 2     | FRA  | Daniel Robin     |
| 3     | HUN  | Károly Bajkó     |
| 4     | BUL  | Metodi Zarew     |
| 5     | ROM  | Ion Țăranu       |
| 6     | SWE  | Jan Kärström     |
| 7     | NOR  | Harald Barlie    |
| 7     | AUT  | Franz Berger     |
| 7     | YUG  | Milan Nenadić    |
| 10    | FRG  | Peter Nettekoven |
|       |      |                  |
| 16    | SUI  | Jimmy Martinetti |

Datum: 23. bis 26. Oktober 1968 

22 Teilnehmer aus 22 Ländern

### Mittelgewicht (bis 87 kg)
| Platz | Land | Sportler               |
| ----- | ---- | ---------------------- |
| 1     | GDR  | Lothar Metz            |
| 2     | URS  | Walentin Olenik        |
| 3     | YUG  | Branislav Simić        |
| 4     | ROM  | Nicolae Neguț          |
| 5     | USA  | Wayne Baughman         |
| 6     | BUL  | Petar Krumow           |
| 7     | TUR  | Tevfik Kış             |
| 7     | POL  | Czesław Kwieciński     |
| 7     | NOR  | Håkon Øverby           |
| 10    | FRG  | Ernst Knoll            |
|       |      |                        |
| 13    | SUI  | Jean-Marie Chardonnens |

Datum: 23. bis 26. Oktober 1968 

19 Teilnehmer aus 19 Ländern

### Halbschwergewicht (bis 97 kg)
| Platz | Land | Sportler           |
| ----- | ---- | ------------------ |
| 1     | BUL  | Bojan Radew        |
| 2     | URS  | Nikolai Jakowenko  |
| 3     | ROM  | Nicolae Martinescu |
| 4     | SWE  | Per Svensson       |
| 5     | NOR  | Tore Hem           |
| 6     | SUI  | Peter Jutzeler     |
| 6     | FIN  | Caj Malmberg       |
| 6     | POL  | Wacław Orłowski    |
|       |      |                    |
| 11    | FRG  | Heinz Kiehl        |
| 11    | GDR  | Jürgen Klinge      |

Datum: 23. bis 26. Oktober 1968 

16 Teilnehmer aus 16 Ländern

### Schwergewicht (über 97 kg)
| Platz | Land | Sportler             |
| ----- | ---- | -------------------- |
| 1     | HUN  | István Kozma         |
| 2     | URS  | Anatoli Roschtschin  |
| 3     | TCH  | Petr Kment           |
| 4     | SWE  | Ragnar Svensson      |
| 5     | ROM  | Constantin Bușoi     |
| 6     | BUL  | Stefan Petrow        |
| 7     | FRA  | Raymond Uytterhaeghe |
| 7     | POL  | Edward Wojda         |
| 9     | FRG  | Roland Bock          |

Datum: 23. bis 26. Oktober 1968 

15 Teilnehmer aus 15 Ländern